# Alberto Esponda Macías
Alberto Esponda Macías (* im Municipio Cintalapa, Chiapas; † 7. Februar 1981 in Guadalajara, Jalisco) war ein mexikanischer Unternehmer und Wirtschaftsprüfer, der von 1961 bis 1963 Vereinspräsident des Club Deportivo Guadalajara war.

## Leben
1959 gehörte Esponda zu den Gründungsmitgliedern des Colegio de Contadores Públicos, der Vereinigung der Wirtschaftsprüfer von Guadalajara, deren erster Präsident er auch in den Jahren 1959 und 1960 war.
Anschließend war er Präsident des Club Deportivo Guadalajara. Während seiner Amtszeit stellte der Verein in der Saison 1961/62 einen noch immer bestehenden Rekord auf, als er zum vierten Mal in Folge die mexikanische Fußballmeisterschaft gewann. Außerdem gewann die Mannschaft auch den im selben Jahr erstmals ausgetragenen CONCACAF-Champions-Cup und ging somit als erster Sieger in die Geschichte dieses Wettbewerbs ein.